# Verbandsgemeinde Betzdorf-Gebhardshain
Die Verbandsgemeinde Betzdorf-Gebhardshain ist eine Gebietskörperschaft im Landkreis Altenkirchen in Rheinland-Pfalz. Sie entstand zum 1. Januar 2017 aus dem freiwilligen Zusammenschluss der Verbandsgemeinden Betzdorf und Gebhardshain. Ihr gehören 17 Ortsgemeinden an.
Der Verwaltungssitz ist in der Stadt Betzdorf an der Sieg.

## Verbandsangehörige Gemeinden
| Ortsgemeinde, Stadt                | Fläche (km²) | Einwohner | bis 2016        |
| ---------------------------------- | ------------ | --------- | --------------- |
| Alsdorf                            | 5,92         | 1.534     | VG Betzdorf     |
| Betzdorf, Stadt                    | 9,56         | 10.401    | VG Betzdorf     |
| Dickendorf                         | 1,45         | 355       | VG Gebhardshain |
| Elben                              | 2,38         | 342       | VG Gebhardshain |
| Elkenroth                          | 8,15         | 1.782     | VG Gebhardshain |
| Fensdorf                           | 2,17         | 381       | VG Gebhardshain |
| Gebhardshain                       | 5,95         | 1.885     | VG Gebhardshain |
| Grünebach                          | 2,52         | 501       | VG Betzdorf     |
| Kausen                             | 3,62         | 774       | VG Gebhardshain |
| Malberg                            | 4,31         | 1.021     | VG Gebhardshain |
| Molzhain                           | 2,91         | 547       | VG Gebhardshain |
| Nauroth                            | 6,87         | 1.253     | VG Gebhardshain |
| Rosenheim (Landkreis Altenkirchen) | 4,10         | 736       | VG Gebhardshain |
| Scheuerfeld                        | 2,66         | 2.116     | VG Betzdorf     |
| Steinebach/Sieg                    | 4,54         | 1.295     | VG Gebhardshain |
| Steineroth                         | 2,53         | 539       | VG Gebhardshain |
| Wallmenroth                        | 3,86         | 1.188     | VG Betzdorf     |
| VG Betzdorf-Gebhardshain           | 73,51        | 26.650    |                 |

(Einwohner am 31. Dezember 2023)

## Geschichte
Am 28. September 2010 wurde das „Erste Gesetz zur Kommunal- und Verwaltungsreform“ erlassen mit dem Ziel, Leistungsfähigkeit, Wettbewerbsfähigkeit und Verwaltungskraft der kommunalen Strukturen zu verbessern. Für Verbandsgemeinden wurde festgelegt, dass diese mindestens 12.000 Einwohner (Hauptwohnung am 30. Juni 2009) umfassen sollen. Mit 11.221 Einwohnern unterschritt die Verbandsgemeinde Gebhardshain die vorgesehene Mindesteinwohnerzahl, die Verbandsgemeinde Betzdorf hatte am Stichtag 15.675  Einwohner.
Am 24. Februar 2016 wurde im Landtag das „Landesgesetz über den Zusammenschluss der Verbandsgemeinden Betzdorf und Gebhardshain“ verabschiedet. Das Gesetz sieht vor, dass zum 1. Januar 2017 aus den bisherigen Verbandsgemeinden Betzdorf und Gebhardshain eine neue Verbandsgemeinde gebildet wird, die den Namen „Betzdorf-Gebhardshain“ führt. Der Sitz ihrer Verwaltung ist die Stadt Betzdorf.
Das Land gewährte aus Anlass der Bildung der neuen Verbandsgemeinde eine Zuweisung in Höhe von 2.000.000 Euro.

## Bevölkerungsentwicklung
Die Entwicklung der Einwohnerzahl bezogen auf das heutige Gebiet der Verbandsgemeinde Betzdorf-Gebhardshain; die Werte von 1871 bis 1987 beruhen auf Volkszählungen:
| Jahr | Einwohner |
| 1815 | 3.092     |
| 1835 | 4.076     |
| 1871 | 6.364     |
| 1905 | 13.362    |
| 1939 | 18.492    |
| 1950 | 19.939    |

| Jahr | Einwohner |
| 1961 | 22.689    |
| 1970 | 24.779    |
| 1987 | 25.120    |
| 2011 | 26.419    |
| 2023 | 26.650    |

## Politik
Die Wahlzeiten der bisherigen Verbandsgemeinderäte der Verbandsgemeinden Betzdorf und Gebhardshain sowie die Amtszeiten der bisherigen Bürgermeister endeten vorzeitig am 31. Dezember 2016.

### Verbandsgemeinderat
Der Verbandsgemeinderat Betzdorf-Gebhardshain besteht aus 36 ehrenamtlichen Ratsmitgliedern, die bei der Kommunalwahl am 9. Juni 2024 in einer personalisierten Verhältniswahl gewählt wurden, und dem hauptamtlichen Bürgermeister als Vorsitzendem.
Die Sitzverteilung im gewählten Verbandsgemeinderat:
| Wahl | SPD | CDU | FDP | Grüne | Linke | FWG | Gesamt   |
| ---- | --- | --- | --- | ----- | ----- | --- | -------- |
| 2024 | 8   | 18  | 2   | 2     | 0     | 6   | 36 Sitze |
| 2019 | 8   | 15  | 3   | 3     | 1     | 6   | 36 Sitze |
| 2016 | 13  | 14  | 1   | 2     | 1     | 5   | 36 Sitze |

- FWG = Freie Wählergruppe Betzdorf e. V.

### Bürgermeister
Joachim Brenner (CDU) wurde am 9. Juli 2024 hauptamtlicher Bürgermeister der Verbandsgemeinde Betzdorf-Gebhardshain. Bei der Direktwahl am 9. Juni 2024 war der bisherige Erste Beigeordnete mit einem Stimmenanteil von 78,5 % für acht Jahre gewählt worden.
Brenners Vorgänger Bernd Brato (SPD) war bei der Direktwahl am 18. September 2016 mit einem Stimmenanteil von 69,2 % zum ersten Bürgermeister der neuen Verbandsgemeinde gewählt worden. Seine achtjährige Amtszeit begann am 1. Januar 2017. Ende März 2024 trat er vorzeitig seinen Ruhestand an.

### Wappen
Am 8. Juli 2021 beschloss der Rat der Verbandsgemeinde die Einführung eines Wappens, welches von Diplom-Archivar Daniel Schneider entworfen wurde. Es enthält drei Rauten, die dem Wappen der Ortsgemeinde bzw. alten Verbandsgemeinde Gebhardshain entnommen wurden, sowie einen Löwen und drei Eber, diese sind an das Wappen der Stadt bzw. der ehemaligen Verbandsgemeinde Betzdorf angelehnt.